# Carol Barnett
Carol Edith Barnett (* 23. Mai 1949 in Dubuque, Iowa) ist eine US-amerikanische Komponistin und Flötistin.

## Leben und Wirken
Barnett studierte an der University of Minnesota Komposition bei Dominick Argento und Paul Fetler, Klavier bei Bernard Weiser und Flöte bei Emil J. Niosi. Von 1992 bis 2001 war sie Composer in Residence bei den Dale Warland Singers, seitdem unterrichtet sie am Augsburg College in Minneapolis.
Neben Chorwerken komponierte Barnett Instrumentalmusik für teils ausgefallene Besetzungen wie gemischten Chor und Sopransaxophon, Schlagzeug und Bassposaune oder Klarinette, Klavier und Tabla. In ihren Kompositionen nimmt sie häufig Motive aus der jüdischen Liturgie oder der osteuropäischen Volksmusik auf. 2003 erhielt sie für ihre Kammeroper Snow den Nancy Van de Vate International Prize for Opera. Beim Diversity Festival in Red Wing 2006 wurde ihre Komposition Meeting at Seneca Falls aufgeführt.

## Werke
- Admirable Eccentrics für Sopran, Klarinette, Perkussion und Klavier, 2004
- Adonai, Adonai für gemischten Chor, 1979
- Adon Olam Variations für Kammerorchester, 1976
- Afternoon on a Hill für Orchester, 1978
- American Kaleidoscope für Orchester, 2010
- An American Thanksgiving für gemischten Chor (Texte von Isaac Watts, Samuel Stennett, Philip Doddridge), 2003
- Among Friends für Klarinette, Violine, Cello und Klavier
- Angelus ad Virginem für gemischten Chor, 2010
- Apparizioni für Klavier, 1988
- Aprile/April für gemischten Chor (Text von Folgóre da San Gimignano), 1997
- Arabesques für Concert Band, 1976
- Aubade für Posaune und Perkussion, 2001
- Bega für gemischten Chor und Klavier (Text von Mary L. C. Pickthall), 2011
- The Blonde Assassin für Sopran und Klavier (Text von Emily Dickinson), 2007
- By and By für gemischten Chor, 1995
- Camptown Races für Leiter und Unisono-Gruppe, 2009
- Carnival für zwei Klaviere und Orchester, 1990
- Children of the Heavenly Father für gemischten Chor (Text von Carolina Sandell Berg und Ernst William Olson), 2000
- Children'songs für Frauenchor und Klavier (Texte von Edna St. Vincent Millay, Lewis Carroll, Carl Sandburg, Winifred Welles), 1996
- Christmas Eve, Bells für gemischten Chor (Text von Alfred Tennyson), 1991
- Cinco Poemas de Bécquer für gemischten Chor, Sopranblockflöte, Gitarre und Windspiel (Text von Gustavo Adolfo Bécquer), 1979
- Cindy für gemischten Chor und Gitarre oder Klavier, 1991
- Come to Zion With Singing für gemischten Chor, Trompete, Handglocke und Orgel, 1999
- Concerto for Horn and Orchestra, 1985
- Concord Hymn für Sopran solo, gemischten Chor, zwei Trompeten und Trommel (Text von Ralph Waldo Emerson), 1999
- Cradle Song für gemischten Chor, zwei Klarinetten, zwei Fagotte, zwei Hörner und Streicher (Text von Isaac Watts), 2007
- Cyprian Suite für concert band, 2002
- Dance and Sing für gemischten Chor und Klavier (Text von John Gay), 1991
- Dance of Zálongo für Frauen- oder gemischten Chor, Claves und Klavier, 1998
- The Day of Hope für Frauenchor, Oboe, Perkussion und Harfe, 2004
- Deep River für gemischten Chor, 1994
- Dragons für Klavier zu vier Händen, 1981
- Due Canti Meridionali für Sopran und Klavier (Text von Mina Ferraguti), 1989
- Elegy für gemischten Chor, Viola, Handglocke und Streicher (Text von Samuel Johnson), 1988
- An Elizabethan Garland für gemischten Chor (Texte anonym, John Fletcher, Samuel Daniel), 1994
- Encore une aubade für Violine, 2012
- Epigrams, Epitaphs für gemischten Chor und Klavier zu vier Händen (Texte von Matthew Prior, John Gay, Samuel Wesley, Horace Walpole, Ben Jonson), 1986
- Fantasia TON-Y-BOTEL für Orgel, 1991
- Forth in Thy Name für gemischten Chor, Gemeinde, Orgel und Handglocken (Text von Charles Wesley), 2003
- Four Chorale Meditations für Violine, 1982
- Franklin Credo für gemischten Chor (Text von Benjamin Franklin), 1996
- From the Good Earth für Frauenchor und Klavier (Text von Pearl S. Buck), 2004
- God Bless the Young Folk für alt, Bariton und Klavier, 2008
- Golden Slumbers für gemischten Chor (Text von Thomas Dekker), 1994
- Great Day für gemischten Chor, 2005
- Gyri für Klarinette, Klavier und Tabla, 1979
- Hark, Glad Songs für gemischten Chot, zwei Trompeten und Orgel, 2008
- Hark! The Herald Angels Sing für gemischten Chor, Oboe und Handglocken, 2001
- Hodie für gemischten Chor, 1998
- Holy Ground für gemischten Chor, 2001
- I Sing the Birth für gemischten Chor und Perkussion (Texte von Ben Jonson, Hilaire Belloc, Charles Wesley), 2003
- In the Bleak Midwinter für gemischten Chor, Sopran und Tenor, 2001
- ITHAKI/Ithaca für Bariton und Gitarre, 2001
- Jerome Hill’s Canary Music für Flöte und Cembalo, 2005
- The King of Yellow Butterflies für gemischten Chor (Text von Vachel Lindsay, 1993
- KYPROS: First Impressions für Altflöte, zwei Violinen, Viola, Cello und Bass, 2000
- The Last Invocation für gemischten Chor (Text von Walt Whitman), 1988
- Laudato si, mi Signore für gemischten Chor (Text von Franz von Assisi), 2003
- Leaves Are My Flowers Now für Sopran und Klavier (Text von Michael Dennis Browne), 2007
- Legend für zwei Piccoloflöten und Klavier oder Orchester, 1990
- Let It Go für Sopran und Klavier, 1992
- Lilacs für gemischten Chor (Text von Walt Whitman), 2009
- Little Potato für gemischten Chor (Arrangement eines Liedes von Malcolm Dalglish), 1989
- Long, Long Ago für gemischten Chor und Orgel, 1985
- Ma Tovu für gemischten Chor, 1973
- Mad Magnificent Herald für gemischten Chor (Text von E. E. Cummings), 1998
- Marian Variants für concert band
- Meditation (Silent Amidah) für gemischten Chor, 1974
- Meeting at Seneca Falls für Sopran, Mezzosopran, Bariton und Instrumentalensemble, 1998, 2006
- Melted Into Dreams für gemischten Chor (Text von William Shakespeare), 2001
- Minnesota, That’s Me für gemischten Chor (Text von Marisha Chamberlain), 2008
- Music for Heroines für Sopran und Harfe
- Music for IMMIX für Bläserquartett, Streichquartett und Perkussion
- My Soul’s Been Anchored in the Lord für gemischten Chor, 2001
- The Mysterious Brass Band für Bläserquintett, 1990
- The Mystic Trumpeter für gemischten Chor und Trompete (Text von Walt Whitman), 1997
- Mythical Journeys für Flöte und Gitarre, 1991
- Nocturne für Kammerorchester, 1980
- Oh, Yes! für gemischten Chor, 1996
- Old Dan Tucker für Frauenchor und Klavier, 2011
- One Equal Music für Männerchor (Text von John Donne), 2001
- Overture: Southeast Sunday für concert band, 1996
- Overture: The People’s Room, pairs of winds, Perkussion und gemischten Chor oder Streicher, 2004
- Overture to a Greek Drama für Orchester, 1994
- Overture to the Midnight Spectacle für Kammerorchester, 1978
- Ozymandias für Bariton und Klavier (Text von Percy Bysshe Shelley), 1970
- Piano (nach D.H. Lawrence) für Klavier solo, 1996
- Pilot Me für gemischten Chor (Text von Edward Hopper), 2003
- Praise für Orgel und Steel Pan (oder Marimba oder Vibraphon), 2007
- Prelude and Romp für Concert Band, 2008
- Psalm/Ten Thousand Flowers für gemischten Chor, Mezzosopran und Cello, 1997
- Red River Valley für gemischten Chor, Oboe und Harfe oder Klavier, 1991
- Remembering Khachaturian für Orchester, 1996
- Remember the Ladies für Frauenchor und Klavier (Text von Abigail Adams), 2011–12
- Requiem for Treble Voices für Frauenchor, 1981
- Rocks on the Mountains für gemischten Chor und Klavier, 2009
- Romans 8 für Frauenchor und Klavier, 2009
- Russian Sketches für Streicher, 1995
- Safe in the Arms of Jesus für gemischten Chor (Text von Fanny J. Crosby), 2004
- Sappho Fragments für Mezzosopran, Sopransaxophon, Vibraphon oder Marimba und Bass (Text von Sappho, übersetzt von Mary Barnard und Willis Barnstone), 2007
- Snow, Kammeroper in einem Akt nach einer Kurzgeschichte von Konstantin Paustowski), 1992
- Sonata for Horn and Piano, 1973
- Song of Perfect Propriety für Frauenchor und Klavier (Text von Dorothy Parker), 2006
- A Spiritual Journey für gemischten Chor und Kammerorchester, Jazzensemble oder kleines Orchester, 1997
- Stars, Stones, Water für Solosopran, gemischten Chor und Klavier (Text von Marisha Chamberlain), 2011
- Steal Away für gemischten Chor, 1995
- String Quartet #1: Jewish Folk Fantasies, 1986
- Sumervar für Kammerorchester, 1988
- Swing Low, Sweet Chariot für gemischten Chor, 1994
- Syncopated Lady für Klavier, 1993
- The Tears of Mary and Martha für gemischten Chor (Text von Romanos Melodos)
- Thank You, God, For Things Bent für gemischten Chor (Text von Virginia Rickeman), 1999
- Thelma’s Country Garden für Klavier, 2012
- Though Perfect Eloquence Adorned für gemischten Chor, 2009
- Three Faces of Love für Frauen- oder gemischten Chor (Text von Laurie Lund), 1996
- Three Norwegian Folk Songs für Sopran und Violine, 2007
- Tirana für concert band, 2005
- Tiresias für gemischten Chor und Klavier (Text von Marisha Chamberlain), 2009
- A Tree Telling of Orpheus für gemischten Chor (Text von Denise Levertov), 2010
- Two Little Dances for Steven für Klavier zu vier Händen
- Valediction für Männerchor, Cello und Klavier (Text von John Donne), 1989
- Variaçao (on a melody by Janika Vandervelde) für gemischten Chor (Text von Janika Vandervelde und Lawrence Fuchsberg), 2000
- Variations, Oh Yes! für Klarinette und Klavier, 2008
- Veni Sancte Spiritus für gemischten Chor, 2005
- Verba Ultima für gemischten Chor und Sopransaxophon, 1999
- Vignettes, After Pierides für Flöte, Cello und Klavier, 2001
- Voices für Sopran und Gitarre, 1983
- We, The Peoples für Chor und Orchester (Text: Präambel der UN-Charta, Dag Hammarskjöld), 1995
- Welcome All Wonders für Frauen- oder gemischten Chor und Oboe (Texte von Richard Crashaw und Gerard Manley Hopkins), 1996
- Winter, Snow für Frauenchor und Klavier (Texte von Carol Barnett und Edward Thomas), 2004
- Wonder Where für gemischten Chor, 1996
- The World Beloved: A Bluegrass Mass für gemischten Chor, Sopran, Alt und Tenor, Fiddle, Mandoline, Banjo, Gitarre und Bass, 2006
- Wynne’s Lullaby für Klavier, 1986
- Z=30: Schumann’s Excellent Extension für Sopransaxophon, zwei Perkussionisten und Klavier, 2008